# Cupaniopsis apiocarpa
Cupaniopsis apiocarpa är en kinesträdsväxtart som beskrevs av Ludwig Radlkofer. Cupaniopsis apiocarpa ingår i släktet Cupaniopsis och familjen kinesträdsväxter. Inga underarter finns listade i Catalogue of Life.